# Marrakech Art Fair
Marrakech Art Fair è una fiera dell'arte moderna e contemporanea del Marocco la cui prima edizione si è tenuta nel 2010 a Marrakech.

## Storia
L'idea di una Fiera d'arte moderna e contemporanea in Marocco nasce dall'iniziativa di Hicham Daoudi, presidente della Art Holding Marocco, che sostiene la creazione di nuovi musei e di eventi artistici nel paese.
La prima edizione internazionale del 2010 ha avuto sede nel Palazzo Es Saadi e in vari altri luoghi come ad esempio il museo di Marrakech, gli ex uffici della Banca del Marocco o la Fondazione Dar Bellarj.
Le mostre, che sono state allestite in vari spazi cittadini, sono rimaste a disposizione del pubblico locale per un periodo di tempo più lungo rispetto alla durata della Fiera.
Hanno partecipato circa 10.000 visitatori tra cui figure del settore artistico, sia locale che internazionale.
Sono state programmate anche tavole rotonde.
Alcune gallerie hanno presentato un progetto tematico, nella sala da ballo dell'Es Saadi Palace, dedicato alla storia dell'arte fino ai giorni nostri.
Le gallerie che hanno aderito a questo evento provengono in parte dal mondo arabo, soprattutto dal Nord Africa, e dall'Europa.
La seconda edizione, è prevista a partire dal 30 settembre 2011.
La Fiera è sostenuta da varie istituzioni marocchine come ad esempio il Ministero del turismo, l'Amministrazione generale delle dogane, l'ufficio nazionale del turismo del Marocco (ONMT).

## Prima edizione 2010

### Gallerie
Magreb:
- Galleria Shart
- Loft Art Gallery
- Galleria d'art l'Atelier 21
- Galleria Venise Cadre
- Galleria 127
- Galleria Le Violon Bleu
- Galleria El Marsa
- Galleria Tindouf
- David Bloch Gallery
- Matisse Art Gallery

Europa:
- Galleria Hussenot
- Galleria Pierre Marie Vitoux
- Galleria Rive Gauche
- Piramidón, Centre d'Art Contemporani
- Galleria Caprice Horn
- Galleria Jean Brolly
- Galleria Laurent Godin
- Galleria Dominique Fiat
- Galleria Guy Pieters
- Orel Art Gallery
- Artfact'Paris
- Galleria Di Meo
- JGM. Galleria
- Galleria Enrico Navarra
- Galleria Jérôme de Noirmont
- Ci dispiace Siamo chiusi Galleria
- Galleria di Sophie Scheidecker
- Oro Digger / Modifica BANCA
- Magnin. A

Medio Oriente:
- Galleria Isabelle Van Den Eynde
- Ward Cultura & Art Center